# Rafiki (film)
Rafiki è un film del 2018 diretto da Wanuri Kahiu.
La pellicola, di produzione keniota, è ispirata al libro Jambula Tree e altre storie di Monica Arac de Nyeko. È la storia di amicizia e tenero amore che cresce tra due giovani donne, Kena e Ziki, in mezzo alla famiglia e alle pressioni politiche sui diritti LGBT in Kenya. Il film ha avuto la sua prima internazionale nella sezione Un Certain Regard al Festival di Cannes del 2018; è stato il primo film keniano ad essere proiettato al festival.

## Trama
Kena aiuta suo padre John Mwaura a gestire un piccolo negozio di generi alimentari a Nairobi mentre fa campagna per le elezioni locali. Kena vive con sua madre, che non ha un buon rapporto con John. Kena inizia a flirtare con Ziki, una ragazza di quartiere con i capelli colorati, che è anche la figlia di Peter Okemi, il rivale politico di John. Kena e Ziki si incontrano varie volte e diventano intime rapidamente, ma ci sono tensioni nel mostrare il loro affetto in pubblico perché l'omosessualità è illegale in Kenya.
Gli amici di Ziki diventano gelosi del fatto che trascorra così tanto tempo con Kena, e quando attaccano Kena, Ziki la difende. Ziki porta Kena a casa e la mamma di Ziki le sorprende a baciarsi. Scappano insieme cercando di nascondersi, ma in seguito ai pettegolezzi della città vengono scoperte, ed una folla inferocita attacca le due ragazze. Vengono entrambe arrestate, dovendo essere riportate a casa dai loro padri. Ziki non può più sopportare di vedere Kena, e i suoi genitori la mandano a vivere a Londra. John si rifiuta di lasciare che la colpa per quello che è successo sia di Kena, anche se ciò significa rinunciare alla sua possibilità di vincere le elezioni.
Pochi anni dopo, Kena ha realizzato il suo sogno di diventare una medica e riceve la notizia che Ziki è tornata in città. Il film termina proprio quando le ragazze si riuniscono: dopo tutti questi anni il loro amore è ancora vivo.

## Produzione
Il film è ispirato al racconto vincitore del Caine Prize del 2007 di Monica Arac de Nyeko, Jambula Tree. Il titolo del film, Rafiki (che significa "amico" in swahili), è stato scelto perché i partner in una relazione omosessuale, per l'omofobia nella società, spesso hanno bisogno di presentare il loro partner come "amico", anche se sono più che amici.
Ci sono voluti diversi anni per trovare finanziamenti per produrre il film. I realizzatori hanno cercato di ottenere finanziamenti in Kenya, ma non è stato possibile, trovando partner di coproduzione in Europa e finanziamenti dal Libano e dagli Stati Uniti.
I colori hanno avuto un ruolo importante nella cinematografia e nella direzione artistica del film. I realizzatori volevano dimostrare che Nairobi è una città molto colorata, motivo per cui nel film c'è molto colore. Le scene di intimità tra Kena e Ziki sono mostrate in colori pastello più teneri piuttosto che i forti contrasti cromatici delle altre scene. Il colore rosa è prominente nel film per mostrare che la donna è raccontata da uno sguardo femminile.
È stato il primo film di Samantha Mugatsia come attrice. La regista Kahiu l'ha scoperta alla festa di un amico e le ha chiesto di fare un provino per il ruolo, visto che aveva alcune delle caratteristiche del personaggio Kena. Sheila Munyiva aveva già recitato precedentemente.

### Cast
- Samantha Mugatsia nel ruolo di Kena
- Sheila Munyiva nei panni di Ziki
- Neville Misati nel ruolo di Blacksta
- Nini Wacera nel ruolo di Mercy
- Jimmy Gathu nel ruolo di John Mwaura
- Charlie Karumi nei panni di Waireri
- Muthoni Gathecha nel ruolo di Mama Atim
- Dennis Musyoka nel ruolo di Peter Okemi
- Patricia Amira come Rose Okemi
- Nice Githinji nel ruolo di Nduta
- Patricia Kihoro nel ruolo di Josephine
- Mellen Aura nel ruolo di Elizabeth

## Distribuzione

### Divieto in Kenya
Rafiki è stato bandito dal Kenya Film Classification Board (KFCB) "per il suo tema omosessuale e la chiara intenzione di promuovere il lesbismo in Kenya contrariamente alla legge". Il Consiglio ha chiesto alla regista di cambiare il finale, poiché era troppo speranzoso e positivo. Kahiu ha rifiutato, il che ha portato al bando del film. Il KFCB ha avvertito che chiunque fosse in possesso di una copia del film avrebbe violato la legge in Kenya, dove l'essere omosessuali è punibile con 14 anni di carcere. Il divieto ha suscitato l'indignazione internazionale dei sostenitori dei diritti LGBT.
La regista del film, Wanuri Kahiu, ha citato in giudizio il governo del Kenya, per consentire la proiezione del film e poter diventare idoneo ad essere presentato come rappresentante del Kenya all'Oscar come miglior film straniero alla 91ª edizione degli Academy Awards. Il 21 settembre 2018, l'Alta corte del Kenya ha revocato il divieto del film, consentendogli di essere proiettato nel paese per sette giorni, soddisfacendo quindi i requisiti di ammissibilità. Dopo che il divieto è stato revocato, il film è stato proiettato sold out in un cinema di Nairobi. Tuttavia il film non è stato scelto nella selezione del Kenya nella categoria Film in lingua straniera: la preferenza è andata a Supa Modo.

## Riconoscimenti
Samantha Mugatsia ha vinto il premio come miglior attrice al Festival Panafricain du Cinéma de Ouagadougou (FESPACO) del 2019 tenutosi a Ouagadougou nel Burkina Faso per il suo ritratto di Kena.